# Герасименко Олексій
Олексій Герасименко (?, хут. Куксин Борзнянський пов. — ?) — український військовий діяч. Сотенний 1-го Українського козацького ім. гетьмана Б. Хмельницького полку (з 18.04.1917). Один з перших шести нижчих урядників 1-го Українського козацького ім. гетьмана Б. Хмельницького полку, обраний на цю посаду 18 квітня 1917 р. в казармах на вул. Велико-Васильківській після проголошення його створення.